# Synagoge (Kassel)

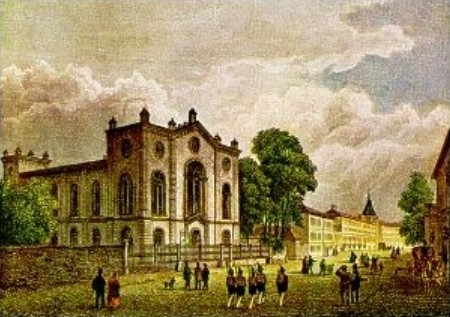
Die Hauptsynagoge in Kassel von 1839

Als Synagoge Kassel werden in der Geschichte mehrere verschiedene Gebetshäuser der Jüdischen Gemeinde Kassel bezeichnet.

## Geschichte bis 1830
Die Überlieferung beschreibt die Anfänge einer Synagoge im Mittelalter (1398) als Judenschule. Ihr Standort war in der damaligen Judengasse zwischen Fuldaufer und dem Kloster Ahnaberg. In unmittelbarer Nähe befand sich der mittelalterliche jüdische Friedhof. Im Jahr 1756 wurde ein Wohnhaus am Töpfermarkt von Johann Friedrich Jussow zu einer neuzeitlichen Synagoge umgebaut. 1775 wurde ein Grundstück für einen Synagogenneubau erworben, und der Architekt Heinrich Christoph Jussow entwarf 1781 das Gebäude. Der Bau wurde jedoch nie verwirklicht. Aufgrund der maroden Bausubstanz wurde 1827 die bisherige Synagoge wegen Einsturzgefahr geschlossen. Der einzige öffentliche Betraum, in der jüdischen Schule (Israelitische Schulanstalt), war viel zu klein, um die Gemeinde aufzunehmen. Daher wurde der Gottesdienst auch in Privatwohnungen abgehalten.

## Neubauplanung

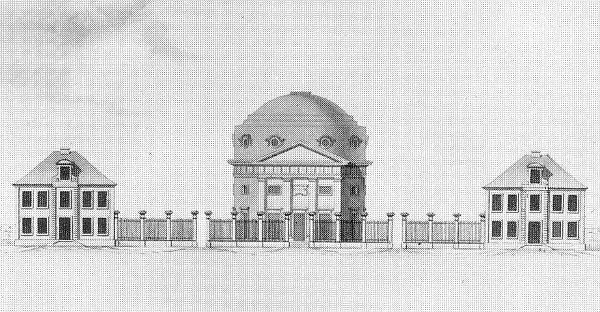
Synagogenentwurf von Heinrich Christoph Jussow

Aufgrund dieser beengten Situation wurde 1828 vom Gemeindevorstand der Neubau einer Synagoge beschlossen. Das von der Regierung angebotene Grundstück an der Ecke Untere Königsstraße und Bremerstraße wurde als Bauplatz angenommen. Zunächst wurde der Oberlandbaumeister August Schuchardt mit der Planung beauftragt, und er erstellte zwischen 1830 und 1832 eine Reihe von Entwürfen. Da keiner dieser Entwürfe von der Gemeinde akzeptiert wurde, wurde der Leiter des Kasseler Bauamtes Conrad Bromeis mit der Planung beauftragt. Dieser stellte 1831 einen eigenen Entwurf vor, der aber auch nicht akzeptiert wurde. Auch der Vorschlag des landgräflichen Hofarchitekten Julius Eugen Ruhl aus dem Jahr 1834 stieß nicht auf Akzeptanz.

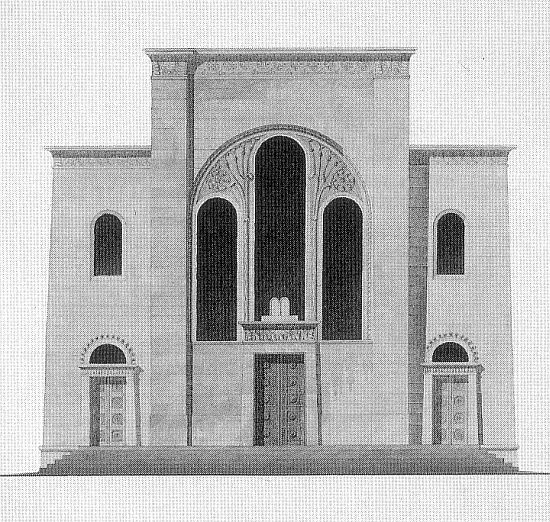
Entwurf von C. Bromeis (1833)
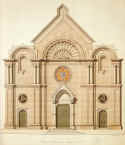
Entwurf von J. Ruhl (1834)
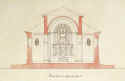
Entwurf von J. Ruhl (1834)
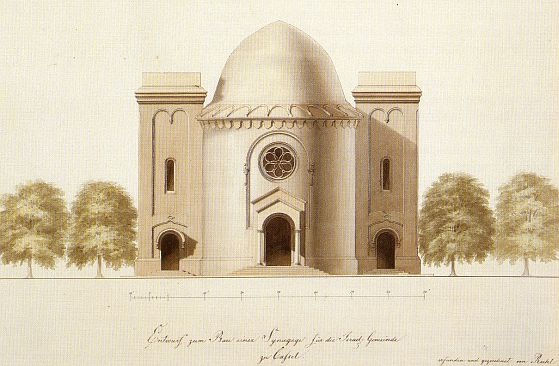
Entwurf von J. Ruhl (1834)

## Neubau 1839

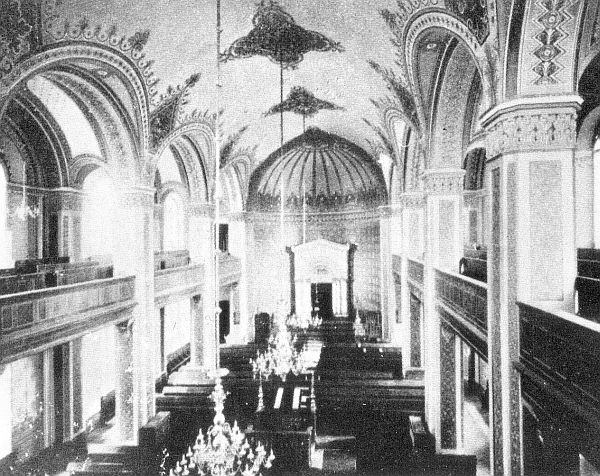
Innenansicht der Synagoge (etwa um 1900)

Erst einem Gemeindemitglied, dem Architekten Abraham Rosengarten, der bei Schuchardt gelernt hatte, gelang ein Entwurf, der von der Gemeinde akzeptiert wurde. Er sah eine Emporenbasilika mit Tonnengewölbe vor. Eine Vorhalle war im Westen geplant, und die Fassade war flankiert von zwei Treppentürmen. Das Gotteshaus wurde schließlich auf dem Grundstück Untere Königstraße 84 gebaut und am 8. August 1839 eingeweiht. Der Baustil war in der Folgezeit Vorbild für viele weitere Synagogen im deutschsprachigen Raum.

## Nationalsozialismus und Zerstörung
Am 7. November 1938 wurde die Synagoge, im Rahmen der Novemberpogrome, von den Nationalsozialisten geschändet und Teile der Inneneinrichtung und der Ritualien auf dem Vorplatz wurden durch Brandstiftung zerstört. Das jüdisch-orthodoxe Gemeindezentrum in der Großen Rosenstraße 22 wurde ebenfalls verwüstet. Bereits am 11. November 1938 wurde von der Stadtverwaltung der Abriss der Synagoge beschlossen. Heute ist am Platz der Synagoge eine Gedenktafel angebracht mit der Inschrift:

„Hier stand die im Jahre 1839 fertiggestellte Synagoge der Kasseler Jüdischen Gemeinde, der im Mai 1933 2301 Mitglieder angehörten. Viele waren bereits geflohen, als am 7. November 1938 Aktivisten der NSDAP in die Synagoge eindrangen und den Thora-Schrein aufbrachen, Gebetrollen und Kultgegenstände in Brand steckten. Die Stadtverwaltung ließ das unversehrt gebliebene Bauwerk kurz danach „abtragen“, um dort einen Parkplatz zu errichten. Die Gemeinde wurde zerschlagen.“

## Zeit nach 1945
In der Zeit nach dem Ende des Nationalsozialismus wurden die ersten jüdischen Gottesdienste in einem Flüchtlingslager (Lager Hasenhecke) abgehalten und ab 1952/1953 dann in einem neu eingerichteten Betsaal in der Heubnerstraße. Da dieser ab den 1960er Jahren zu klein wurde, wurde der Neubau einer Synagoge mit Gemeindezentrum beschlossen. Mit dem Bau wurde 1964 auf einem Grundstück an der Bremer Straße begonnen. Dieser wurde am 12. Dezember 1965 eingeweiht. Im Gemeindesaal war nun Platz für 100 Personen. Im Untergeschoss wurden Geschäfts- und Gästezimmer eingerichtet.

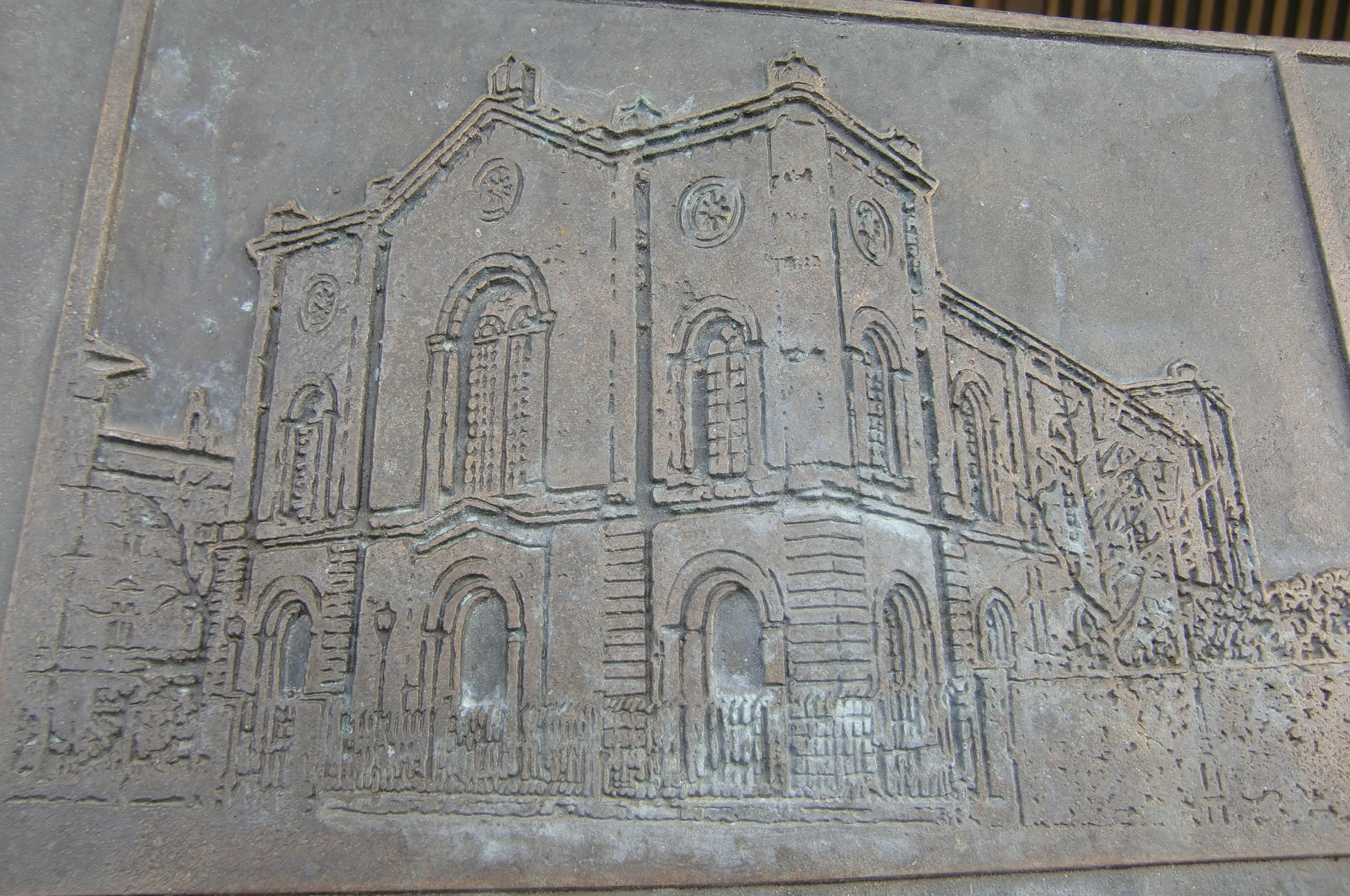
Die alte Synagoge als Relief auf der Gedenktafel
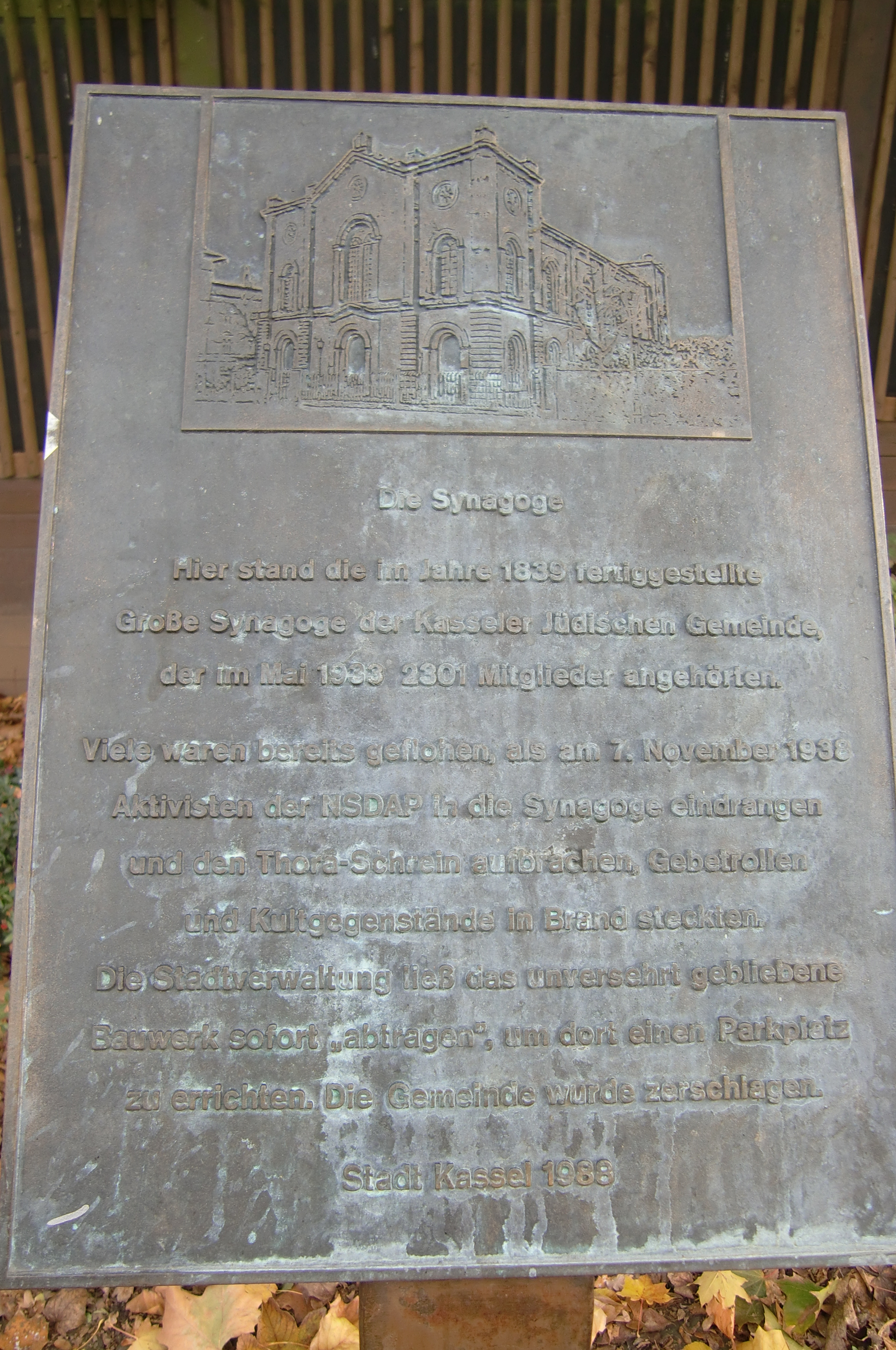
Gedenktafel an die zerstörte Synagoge

## Neue Synagoge (2000)
In den 1990er Jahren wurde die Synagoge zu klein für die vor allem durch die Zuwanderung aus Osteuropa stark wachsende jüdische Gemeinde in Kassel. Zunächst war ein Um- und Erweiterungsbau geplant. Wegen sich zeigender Probleme mit dem Bauzustand und aufgrund von Bodenuntersuchungen, die erheblichen Drainageaufwand ergaben, wurde schließlich der Abriss und Neubau beschlossen. Die Durchführung wurde dem Frankfurter Architekten Alfred Jacoby übertragen. Für die Abriss- und Bauzeit zog die Gemeinde in ein Ausweichquartier in der Tischbeinstraße 32.
Die neue Synagoge wurde am 28. Mai 2000 eingeweiht. Die Fassade ist teilweise weiß verputzt und hat teilweise naturbelassene Zedernholzverkleidungen. Äußerlich fällt eine Dreistufigkeit des Baukörpers auf. Die beiden größten Räume liegen identisch vom Grundriss her übereinander: ein profaner Gemeindesaal mit Bühneneinrichtung und Tanzfläche für Feste, Feiern und Vorträge unten, darüber der Gottesdienstraum mit unterschiedlichen Ebenen. Das neun Meter hohe Ostwandfenster ist in Blautönen gehalten. Ebenfalls in Blau- und Weißtönen ist ein Fensterband in der gebogenen Decke gehalten.
Die Gesamtkosten des Baus in Höhe von 5,4 Millionen DM wurden unter anderem von der Hessischen Landesregierung, der Stadt Kassel, den Nordhessischen Landkreisen, der Evangelischen Landeskirche, dem Bistum Fulda, dem Landesverband der Jüdischen Gemeinden in Hessen und durch private Spendengelder finanziert.

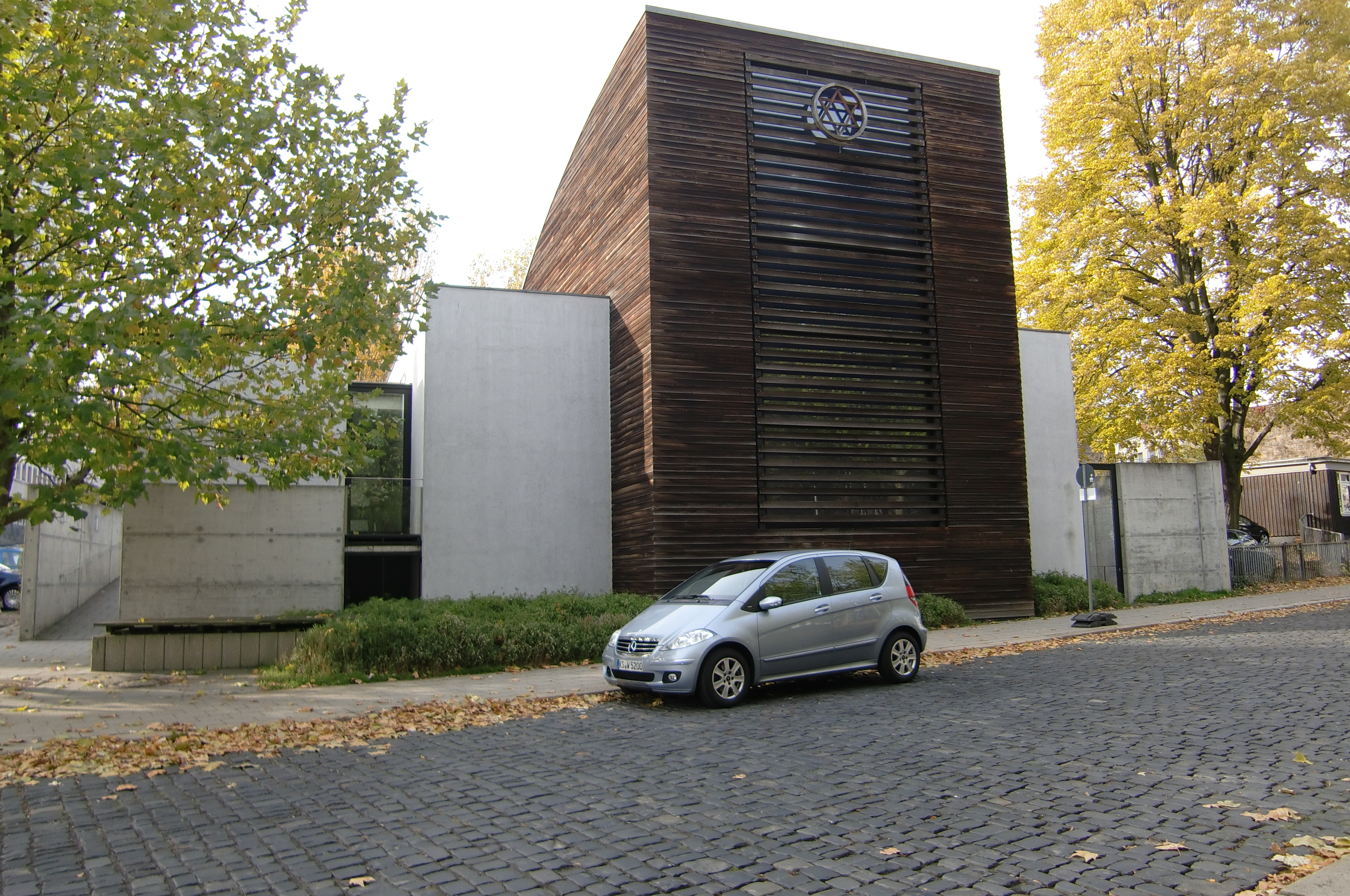
Synagogenneubau 2010, Ostseite
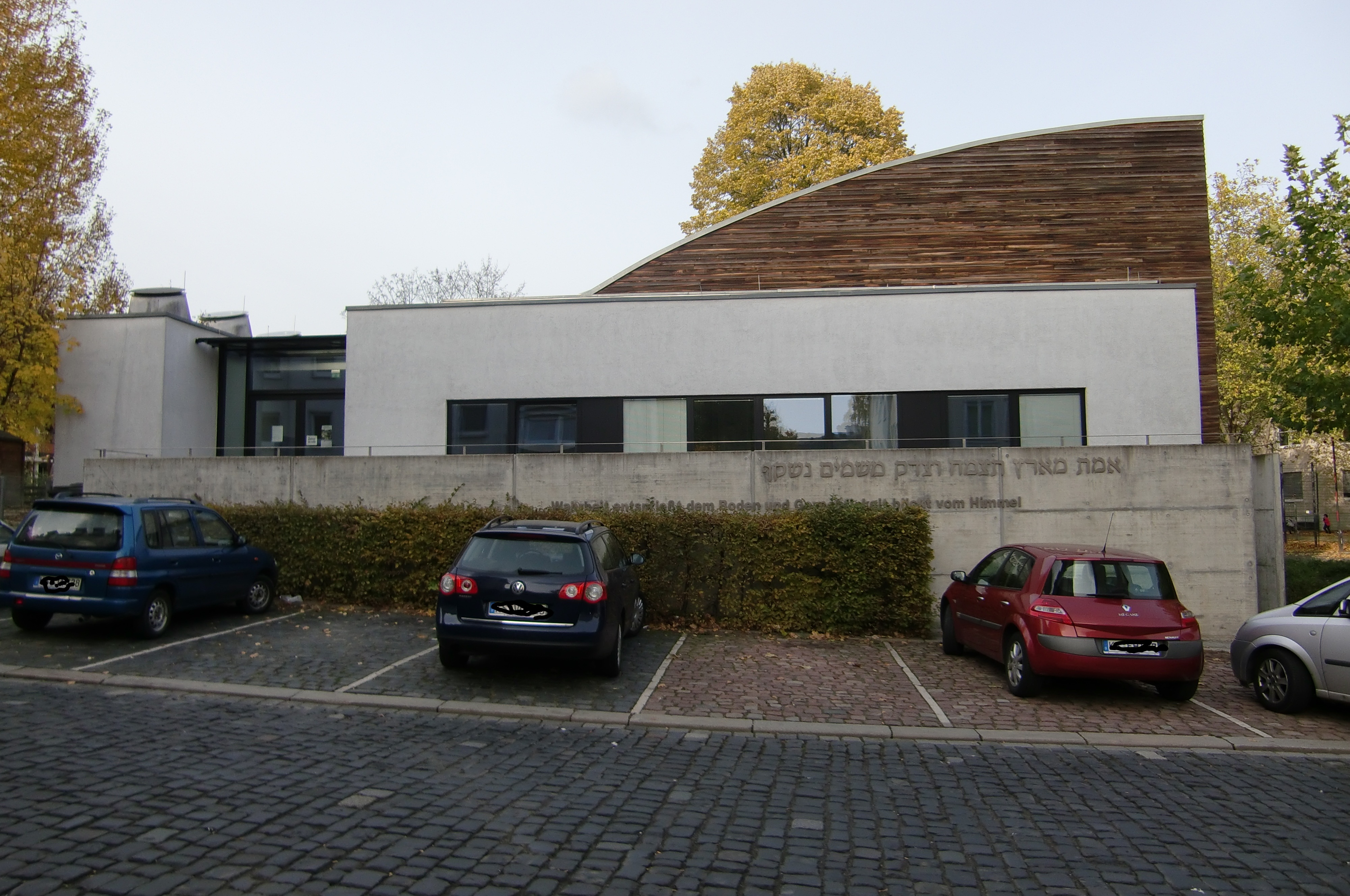
Synagogenneubau 2010, Blick von Süden